# Frank Verstraete

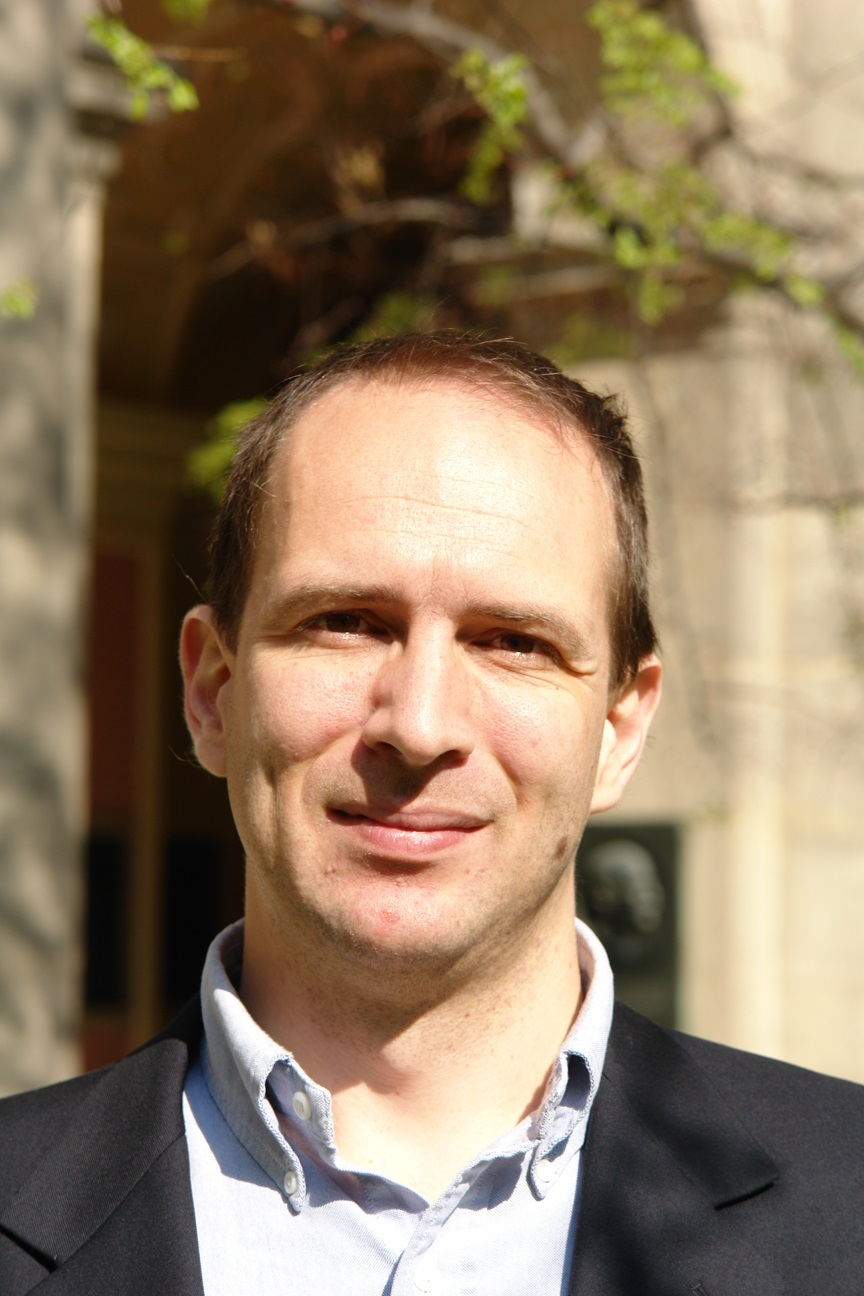
Frank Verstraete

Frank Verstraete (* November 1972 in Belgien) ist ein belgischer theoretischer Physiker, der sich mit quantenmechanischer  Vielteilchentheorie, Quantenoptik, Quanten-Nanooptik und Quanteninformationstheorie befasst.
Verstraete wurde 2002 an der Universität Löwen promoviert. Danach war er bis 2004 als Post-Doktorand bei Ignacio Cirac am Max-Planck-Institut für Quantenoptik und anschließend bis 2006 bei John Preskill am Caltech. 2006 wurde er als ordentlicher Professor für theoretische Physik an die Universität Wien berufen. 2012 kehrte er im Rahmen des Odysseus-Programms des Fonds voor Wetenschappelijk Onderzoek - Vlaanderen (FWO) nach Belgien zurück und ist seither Professor an der Naturwissenschaftlichen Fakultät der Universität Gent.
Er ist einer der Pioniere in der Forschung zur Quantenverschränkung in der Vielteilchentheorie. Dabei arbeitete er viel mit Cirac zusammen und benutzt Tensor Network States (TNS) (eine Verallgemeinerung der Matrix Product States (MPS) in einer Raum-Dimension, Basis der erfolgreichen Dichtematrix-Renormierungsgruppe, DMRG). Die quanteninformationstheoretische Sichtweise der DMRG entwickelte er mit Cirac und anderen um 2004.
2007 erhielt Verstraete den Hermann Kümmel Award in Vielteilchentheorie, 2009 den Lieben-Preis, 2018 den Francqui-Preis. Er erhielt 2009 einen ERC Starting Grant und 2015 einen ERC Consolidator Grant. und 2023 einen ERC Advanced Grant.

## Schriften (Auswahl)
- mit J. Dehaene, B. De Moor, H. Verschelde: Four qubits can be entangled in nine different ways, Physical Review A 65, 2002, S. 052112, Arxiv
- mit M. M. Wolf, J. I. Cirac: Quantum computation and quantum-state engineering driven by dissipation, Nature Physics, Band 5, 2009, S. 633–636, Arxiv
- mit V. Murg, J. I. Cirac: Matrix product states, projected entangled pair states, and variational renormalization group methods for quantum spin systems, Advances in Physics 57, 2008, S. 143–224
- mit D. Perez-Garcia, M. M. Wolf, J. I. Cirac: Matrix product state representations, Quantum Information & Computation 7, 2007, S. 401–430
- mit D. Porras, J. I. Cirac: Density matrix renormalization group and periodic boundary conditions: a quantum information perspective, Phys. Rev. Lett., Band 93, 2004, S. 227205 Arxiv
- mit M. Popp, J. I. Cirac: Entanglement versus correlations in spin systems, Phys. Rev. Lett., Band 92, 2004, S. 27901, Arxiv
- mit M. A. Martin-Delgado, J. I. Cirac: Diverging entanglement length in gapped quantum spin systems, Phys. Rev. Lett., Band 92, 2004, S. 87201, Arxiv
- mit J. J. Garcia-Ripoll, J. I. Cirac: Matrix product density operators: simulation of finite-temperature and dissipative systems, Phys. Rev. Lett., Band  93, 2004, S. 207204
- mit M. M. Wolf, D. Perez-Garcia, J. I. Cirac: Criticality, the area law, and the computational power of projected entangled pair states, Phys. Rev. Lett., Band 96, 2006, S. 220601, Arxiv
- mit M. M. Wolf, G. Ortiz, J. I. Cirac: Quantum phase transitions  in matrix product states, Phys. Rev. Lett., Band 97, 2006, S. 110403, Arxiv
- mit Tobias Osborne: General Monogamy Inequality for Bipartite Qubit Entanglement, Phys. Rev. Lett., Band 96, 2006, S. 220503, Arxiv
- mit K.M.R. Audenaert, J. Calsamiglia, Ll. Masanes, R. Munoz-Tapia, A. Acin, E. Bagan: The Quantum Chernoff Bound, Phys. Rev. Lett., Band 98, 2007, S. 160501, Arxiv
- mit Norbert Schuch, Michael M. Wolf, J. Ignacio Cirac: Strings, Projected Entangled Pair States, and variational Monte Carlo methods, Phys. Rev. Lett., Band 100, 2008, S. 040501, Arxiv
- mit M. M. Wolf, M. B. Hastings, J. I. Cirac: Area laws in quantum systems: mutual information and correlations, Phys. Rev. Lett., Band 100, 2008, S. 70502
- mit J. Jordan, R. Orús, G. Vidal, J. I. Cirac: Classical simulation of infinite-size quantum lattice systems in two spatial dimensions, Phys. Rev. Lett., Band 101, 2008, S.  250602
- mit M. M. Wolf, J. I. Cirac: Quantum computation and quantum-state engineering driven by dissipation, Nature Physics 5 (9), 2009, S. 633–636 Arxiv
- mit J. I. Cirac: Continuous Matrix Product States for Quantum Fields, Phys. Rev. Lett. 104, 2010, S. 190405 Arxiv
- mit Haegeman, Cirac, Osborne, I. Pizorn, Verschelde:  Time dependent variational principles for quantum lattices, Phys. Rev. Lett., Band 107, 2011, S. 070601, Arxiv
- mit J. Haegeman, T. J. Osborne, H. Verschelde: Entanglement renormalization for quantum fields, Phys. Rev. Lett., Band 110, 2013, S. 100402, Arxiv
- mit Boye Buyens, Jutho Haegeman, Karel Van Acoleyen, Henri Verschelde: Matrix product states for gauge field theories, Phys. Rev. Lett., Band 113, 2014, S. 091601 Arxiv